# Bittacus brunneus
Bittacus brunneus är en näbbsländeart som beskrevs av Peter Esben-Petersen 1927. 
Bittacus brunneus ingår i släktet Bittacus och familjen styltsländor. Inga underarter finns listade i Catalogue of Life.